# Powstanie 8888
Powstanie 8888 – rewolucja w Birmie, która otrzymała swą nazwę od kluczowej daty tegoż wydarzenia – 8 sierpnia 1988 roku.
Celem było obalenie junty wojskowej rządzącej krajem od roku 1962, na czele której stał generał Ne Win.
Podczas wydarzenia zasłynęła Aung San Suu Kyi i stała się niejako symbolem powstania.
Liczbę ofiar podaje się w zakresie 3000–10 000 ludzi, głównie młodych. Po wydarzeniu wzmocniono represje działaczy – dla przykładu zaczęto prześladować członków Demokratycznej Partii na rzecz Nowego Społeczeństwa. Wielu uczestników wsadzono do więzień. W wyniku rewolucji Ne Win ustąpił ze stanowiska oraz pozwolono na przeprowadzenie wolnych wyborów.
Wybory w Birmie odbyły się w 1990 i wygrała w nich wspomniana wcześniej Aung San Suu Kyi, lecz nie dopuszczono jej do władzy, a wojsko oficjalnie rządziło krajem aż do roku 2011.